# Clube de Regatas Flamengo (Roraima)
Clube de Regatas Flamengo foi um clube brasileiro de futebol, da cidade de Boa Vista, capital do estado de Roraima. Suas cores eram as mesmas do clube homônimo do Rio de Janeiro (vermelho e preto).

## História
O Flamengo de Boa Vista participou de 3 edições do Campeonato Roraimense, em 1957, 1961 e 1962, ainda na fase amadora do futebol, quando Roraima ainda era o território Federal do Rio Branco.
Sua melhor posição foi no Campeonato de 1961, quando terminou em 3º lugar entre 4 participantes. O Baré foi o campeão daquele ano. Venceu ainda o Torneio Início ao derrotar o Rio Branco nos pênaltis (9 a 8). Após o estadual, o Flamengo encerrou suas atividades no futebol.